# Podejście deskryptywne
Podejście deskryptywne – metodologiczne podejście w polityce gospodarczej, które separuje się od wad podejścia normatywnego oraz pozytywnego. Szczególną cechą tego podejścia jest zwrócenie uwagi na zmienność warunków, w jakich zachodzi badane zjawisko.
Podejście to zakłada, że przedmiot badania to obiekt w określonym czasie i przestrzeni (a więc przykładowo gospodarka czy społeczeństwo jakiegoś kraju). Jedynie obiektywne zbadanie obiektu (przy pomocy najlepiej identyfikującej go metody) może pozwolić na wnioskowanie na jego temat, nie wolno wprowadzać uogólnień.
Teoria wyjaśniająca funkcjonowanie obiektu ekonomicznego powinna rozpoczynać się od wszechstronnego i precyzyjnie opisanego badania. Występuje tu tak zwana zasada głębi badania – mówi o tym, że im bardziej profesjonalny i wieloaspektowy jest opis obiektu, tym większa istnieje szansa na sformułowanie właściwej teorii. Dodatkowo występuje zasada oznaczoności badania obiektu, zgodnie z którą za prawdę (w ujęciu naukowym) przyjmuje się tylko to, co rzeczywiście zostało zbadane.
Podejście deskryptywne zakłada, że zjawiska gospodarcze mają charakter zdeterminowany (każde z nich ma swoje dokładnie określone przyczyny).

## Cele w podejściu deskryptywnym
Cele polityki gospodarczej w podejściu deskryptywnym to cele rzeczywiście ustalone przez podmioty tej polityki, w określonym miejscu i czasie. Są definiowane jako zjawiska społeczne i gospodarcze, uznane za pozytywne i pożądane przez organy władzy.

## Cele polityki gospodarczej w Europie Zachodniej
Cele polityki gospodarczej w Europie Zachodniej mogą być ustalone przy wskazaniu, dążenie do osiągnięcia jakich celów występuje w poszczególnych krajach. Większość państw przyjmuje poniższe cele:
- wzrost gospodarczy
- wysokie zatrudnienie
- stabilne ceny (stabilna wartość pieniądza)
- sprawiedliwy podział dochodu
- równowaga w stosunkach gospodarczych z zagranicą

Złożony charakter tych celów polega na kładzeniu dużego nacisku na sposób, w jaki się do nich dochodzi (zamiast na efekcie końcowym). Te cele polityki gospodarczej wynikają z tego, jakie zjawiska są pożądane w danym miejscu i czasie.

## Realizacja celów polityki gospodarczej w Europie Zachodniej
Obecnie w Unii Europejskiej wzrost gospodarczy osiąga się przy pomocy wzrostu konkurencyjności gospodarki. Można tego dokonać poprzez zmiany prowadzące do gospodarki, która opiera się na wiedzy i zastosowaniu najnowszych technologii.
Większe zatrudnienie można osiągnąć właśnie poprzez wzrost gospodarczy, deregulację i liberalizację rynku pracy, a także politykę strukturalną, która ukierunkowuje na zatrudnienie w sektorach używających najnowszych technologii.
Stabilne ceny są zagwarantowane przez budżetowe restrykcje oraz spójną politykę monetarną w strefie euro. Zmierzanie do konsolidacji społecznej zapewnia z kolei sprawiedliwy podział dochodu.